# What's THIS For...!
What's THIS For...! è il secondo album della band inglese Killing Joke, pubblicato nel giugno 1981. L'album è stato rimasterizzato, con l'aggiunta di alcune tracce, nel 2005. Nella versione remasterizzata non sono stati inseriti i testi delle canzoni.

## Tracce
Tutte le canzoni sono composte dai Killing Joke

### 1981 - Edizione originale
1. "The Fall of Because" – 5:12
2. "Tension" – 4:33
3. "Unspeakable" – 5:20
4. "Butcher" – 6:11
5. "Follow the Leaders" – 5:37
6. "Madness" – 7:43
7. "Who Told You How?" – 3:37
8. "Exit" – 3:42

### 2005 - Edizione rimasterizzata
1. "The Fall of Because" – 5:12
2. "Tension" – 4:33
3. "Unspeakable" – 5:20
4. "Butcher" – 6:11
5. "Follow the Leaders" – 5:37
6. "Madness" – 7:43
7. "Who Told You How?" – 3:37
8. "Exit" – 3:42
9. "Follow the leaders" (Dub) – 4:06
10. "Madness" (Dub) – 7:28
11. "Brilliant" – 3:58

## Testi
La versione cassetta di What's THIS For...! contiene i testi di sei tracce, con i titoli riportati come "Follow The Leaders", "This Is Madness", "Exit", "Tension", "It's Very Nice (Unspeakable!)" e "Butcher".

## Formazione
- Jaz Coleman - voce, tastiere
- Kevin "Geordie" Walker - chitarre
- Martin "Youth" Glover - basso
- Paul Ferguson - batteria, voce